# Hermann Wolff (Maler)
Hermann Wolff (* 9. Januar 1841 in Detmold; † nach 1880) war ein deutscher Tier- und Landschaftsmaler.

## Leben

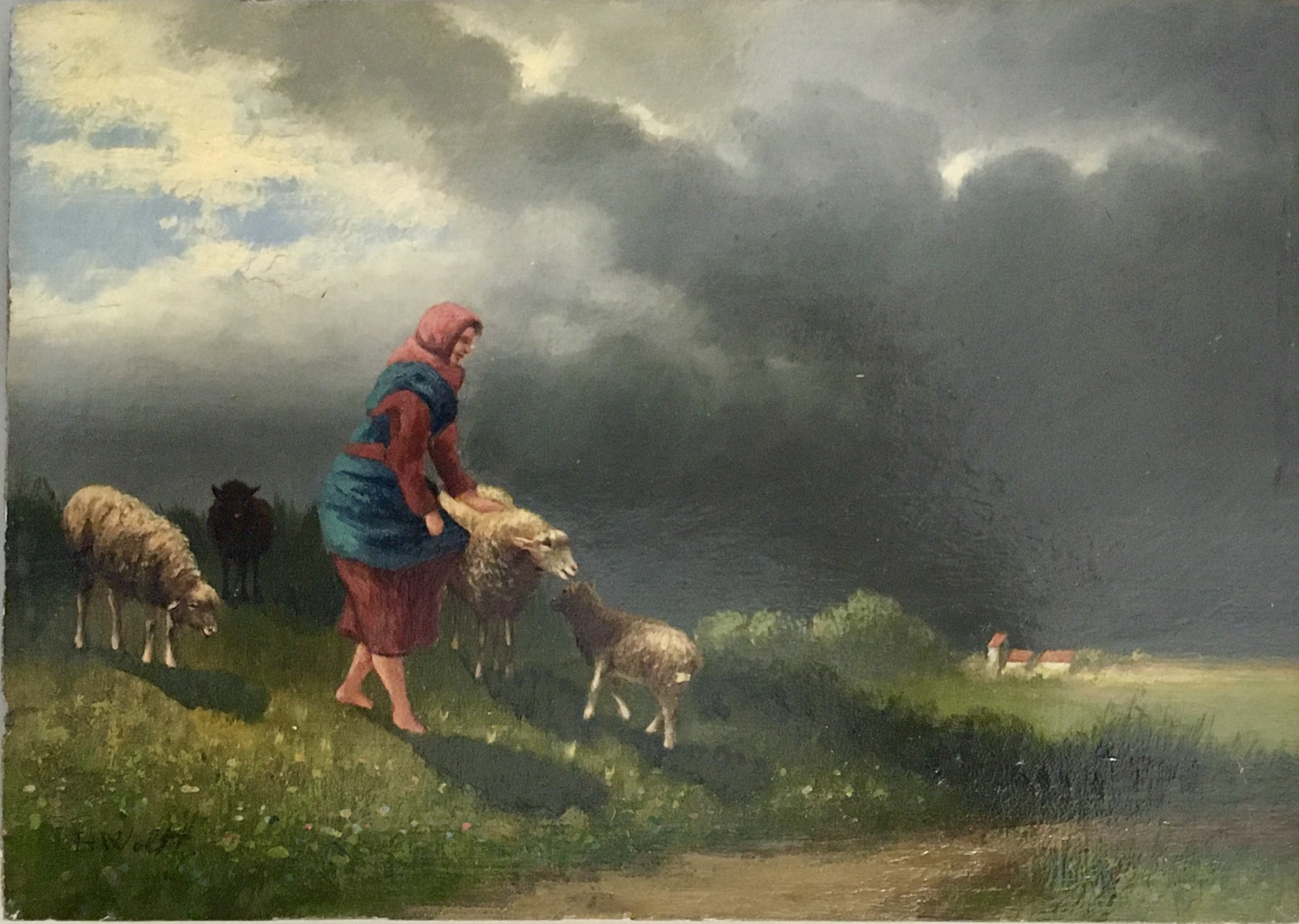
Hermann Wolff: Schäferin

Hermann Wolff wurde 1841 als Sohn eines Seifensieders und dessen Frau in Detmold, der Hauptstadt des  Fürstentums Lippe, geboren.
Am 13. November 1864 trat er in die Antikenklasse der Königlichen Akademie der Bildenden Künste in München ein. Er wurde Meisterschüler bei Johann Georg Hiltensperger und Hermann Anschütz. Sein Werk kreist um romantisierte Motive des bäuerlichen Lebens in den Alpen und Voralpen.
Aus seiner Ehe mit Elisabeth Wolff, geborene Fong, ging am 13. September 1880 der deutsche Bühnenbildner, Landschaftsmaler und Zeichner Paul Hermann Wolff hervor.

## Werke (Auswahl)

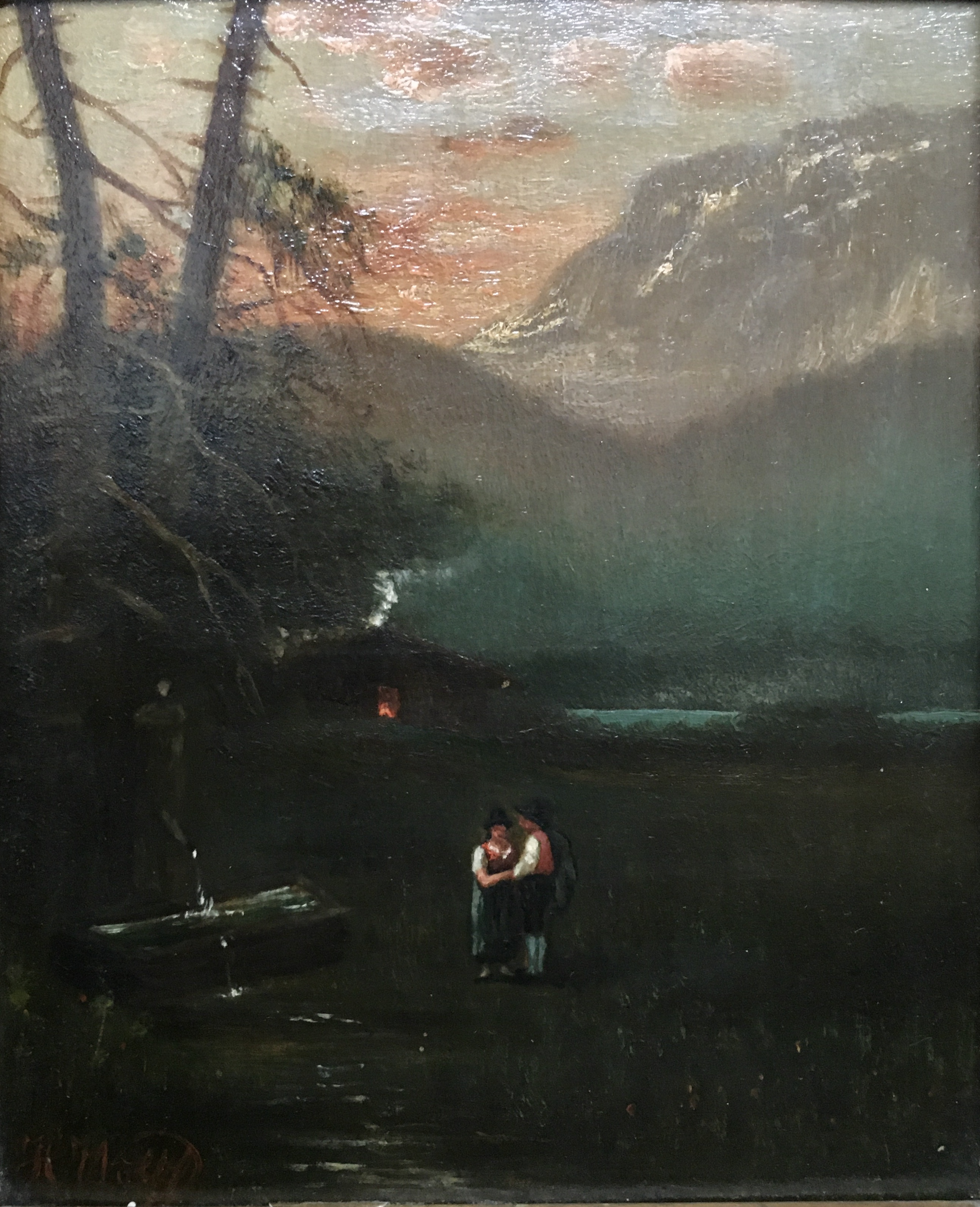
Hermann Wolff: Stelldichein am Brunnen

- Postkutsche im Gebirge
- Hirtin mit Kühen
- Kuh und zwei Kälbchen
- Sennerin mit Vieh (1883)
- Bäuerin mit Kühen
- Hirtenjunge mit Kühen
- Magd mit Vieh
- Sennerin mit Vieh
- Heimkehrender Schäfer[3]

- Stelldichein am Brunnen
- Schäferin (1886)